# 大舘氏

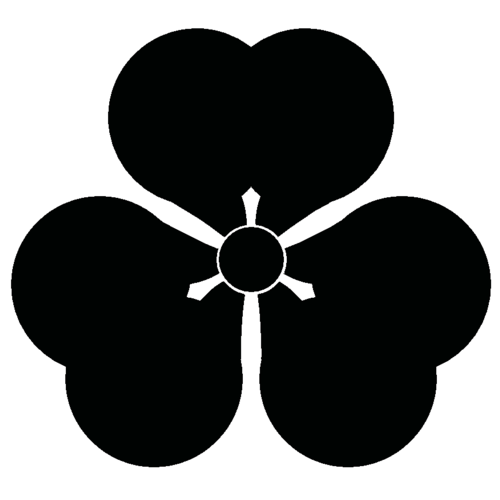
別紋：酢漿草

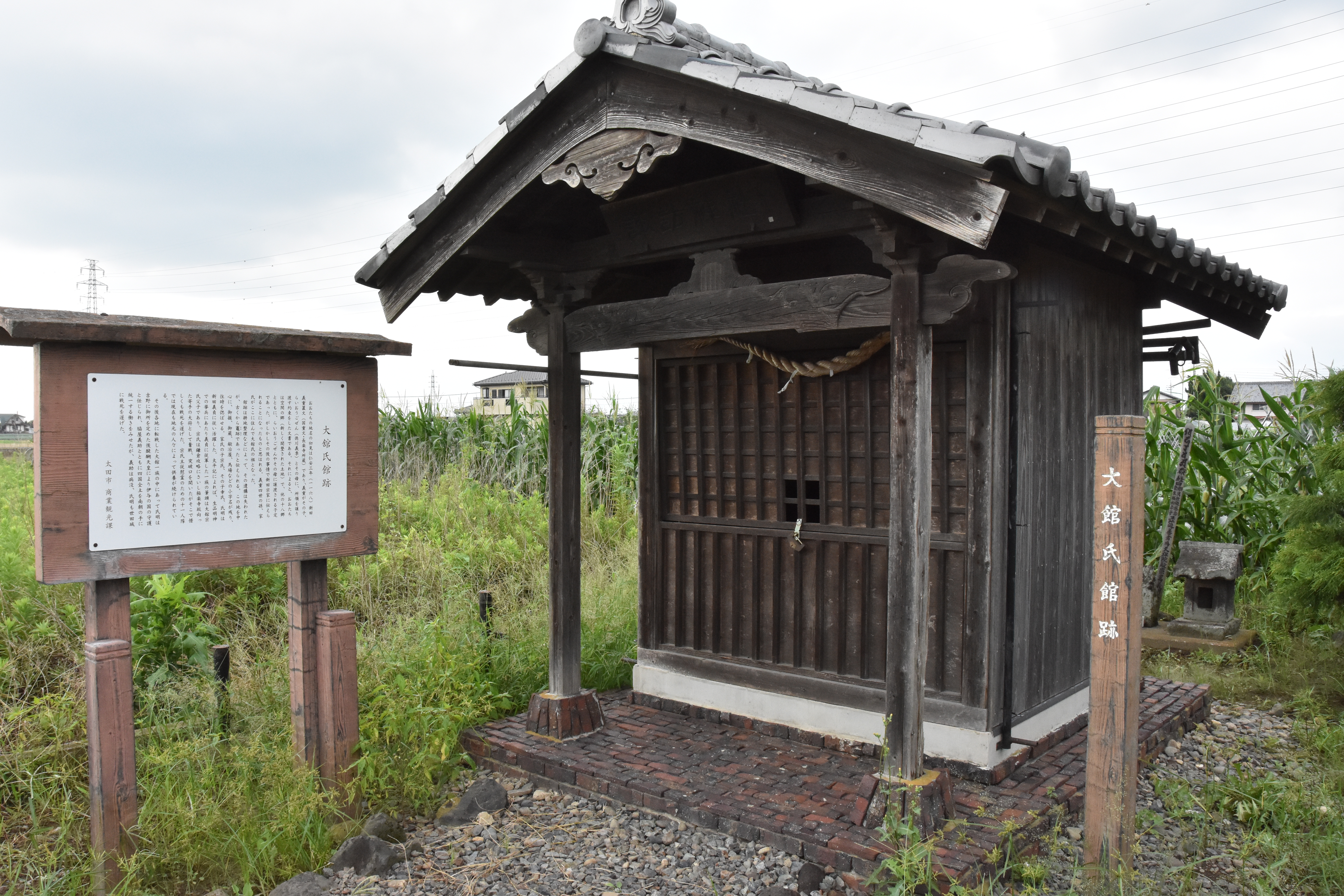
大舘氏館跡。

大舘氏（おおだちし）は、日本の姓氏のひとつ。大館氏とも表記する。部首を"舌”ではなく"𠮷"と書く場合もある。"おおだて”と読む場合もある。

## 概要

### 鎌倉時代・南北朝時代

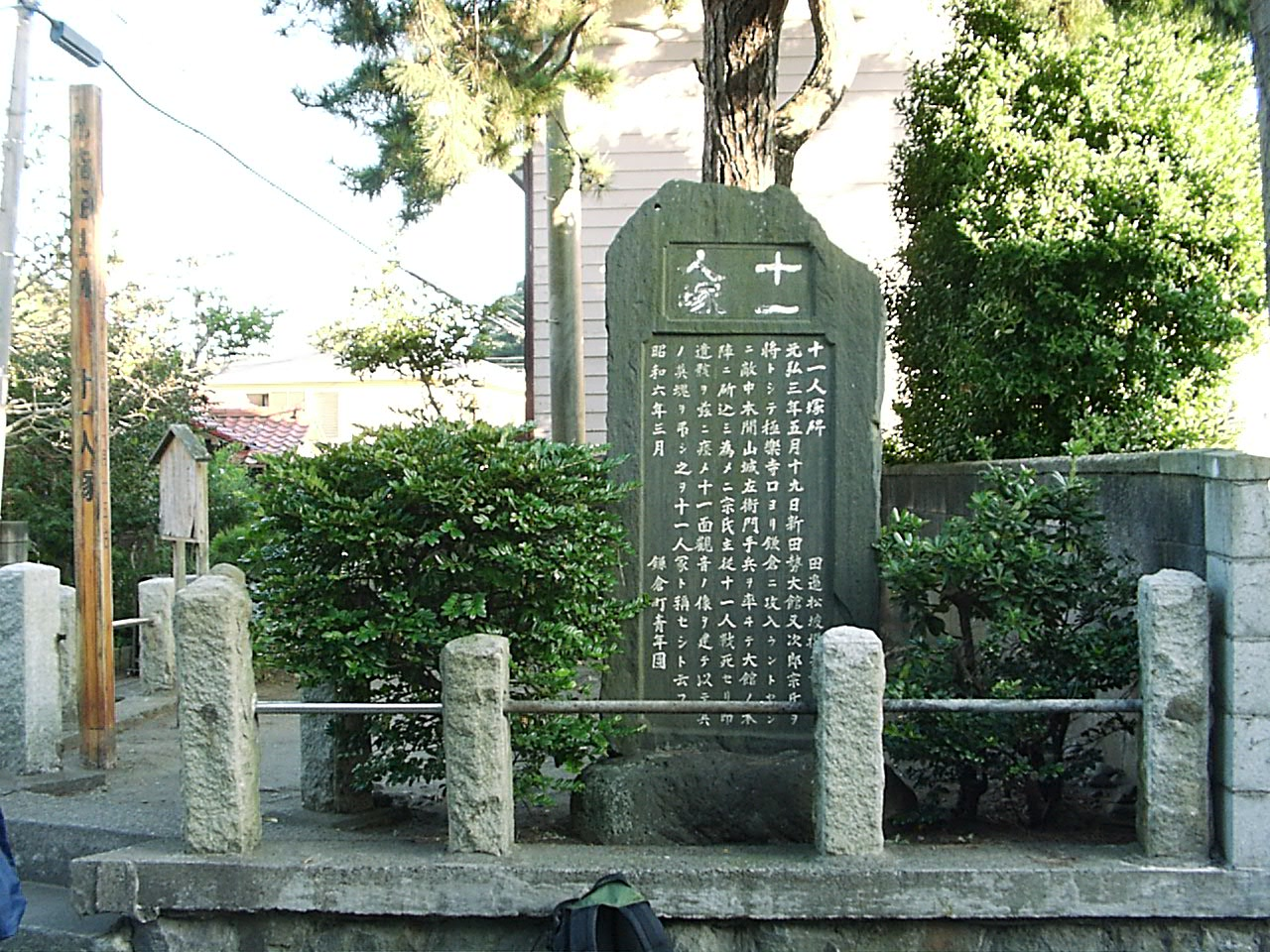
大舘宗氏主従十一人塚（鎌倉市稲村ヶ崎）

新田政義の次男大舘家氏を祖とする。本姓は河内源氏（清和源氏義家流）。家氏は上野国新田郡（新田荘）大舘郷（おおたちごう）に住み大舘二郎（次郎）を名乗った。家紋は大中黒、酢漿草（かたばみ）が基本であるが、このほかに、二引両や三巴、笹竜胆などを使う家系もある。
南北朝時代には、家氏の子宗氏が元弘3年（1333年）に新田義貞の鎌倉攻めに右軍大将として子の氏明・幸氏・氏兼らと参加した。しかし宗氏は極楽寺坂で戦死している（東勝寺合戦）。現在、鎌倉稲村ヶ崎に大舘宗氏主従11人塚が建立され、その事績を残している。
嫡系を継いだ氏明は建武3年（1336年）5月25日の湊川の戦いにおいても脇屋義助とともに和田岬（兵庫県神戸市兵庫区）に布陣して戦う。その後は義貞の元を離れ一時足利方に降伏していたが、逃れて南朝方として活動し伊予国守護となる。1342年9月3日に北朝方の細川頼春の攻勢のため世田城で自害した。このほか南北朝の動乱期には大舘姓の武士が南北入り乱れて活躍していることが諸記録に散見されるが、各々の人物の系譜関係については不明である。

### 室町時代
その後、氏明の子義冬は九州に隠れていたが、近江守護で室町幕府重鎮の佐々木道誉（京極高氏）に見いだされる。
義冬は道誉の息女を室に迎え京極氏から近江国草野荘をわけ与えられる。室町幕府に出仕し、治部少輔に任官した。この系統の大舘氏は室町幕府内では、足利氏と同族（源義家子息義国流）の新田氏支族であった所以で、大舘一族は政所奉行人を務めるに至った。
3代軍義満の親衛隊として組織された五ケ番衆の第五番衆の番頭を代々務め、大舘一族の多くが奉公衆に所属した。8代将軍足利義政の乳母今参局や義政側室の大舘佐子も大舘氏の出身である。また、佐子の甥に当たる大舘尚氏（常興）は書札礼の大家として有名であり、小笠原氏や伊勢氏とならび室町幕府の故実家として活躍、『大舘常興日記』『大舘常興書札抄』を著した。子の晴光は故実家としてだけでなく、足利義輝と上杉謙信との交渉にも関わっている。
中先代の乱ごろ以降、本貫の地の上野新田荘は足利氏の支配下にあり、父系が足利・母系が新田の岩松氏が直接支配することになる。しかし、それ以降もこの系統の大舘氏は16世紀初頭にいたるまで、新田荘の大舘郷を所領としている（大舘持房行状）。
現在、新田荘の大舘氏の居館跡は大舘館跡として城碑が立つ。ただし遺構はほぼ消滅している。
室町幕府滅亡とともに大舘氏も没落した（嫡流に関しては永禄の変後に足利義栄に味方して没落したとする説もある）。ただし足利義昭に仕えた大舘晴忠（晴光の甥）は同じ奉公衆の大草公重の娘を正室としており、公重に男子が無かったため、晴忠と公重の娘との間の子たる公継・公信・高正は、大草氏を継いで旗本として江戸幕府に仕えた。このため血筋は江戸時代も続いている。
また、氏明の子孫としては伊賀国に拠った大舘氏がある。関岡氏ともいい、義冬の兄伊賀守氏清の子孫と伝える。
また阿波国の細川氏に仕えた一族もあり、こちらは氏明の子成氏が祖だという。
この他に関東に残存した系統もあり、「上杉禅秀の乱」などに新田一党として大舘氏が参戦している（鎌倉大草紙）。この一派の一部は、戦国時代には後北条氏配下で、武蔵国の他国衆の山口氏の支配の地侍あるいは家臣として土着し、小田原征伐による北条氏敗北後に徳川家康が関東に移封になると、在地の名主、村役人階級として帰農したものと思われる。

幕末には、尊王志士の大舘謙三郎がみえる。この謙三郎の系譜関係は不明。彼は新田荘の医家で、この地の領主岩松俊純を盟主にした「新田官軍（新田勤王党）」という草莽の倒幕隊を、彼が中心となって組織し、戊辰戦争で功を立てた。この功績により、この系統の岩松氏が明治政府により新田の直系とみなされ（この他に由良氏も主張するも却下）、明治期に新田に「復姓」し新田男爵家を立てる。
一方、幕府側としては、最下級幕臣の大舘昇一郎（本国上野、生国武藏）が彰義隊士として活躍し、丸毛靭負に見いだされ、箱館戦争では小彰義隊頭取になり戦死している。大舘昇一郎も本国上野とあるため、新田大舘氏の系譜であると思われる。

### 武蔵国の大舘氏
埼玉県所沢市には、宗氏の子孫と伝えている大舘氏があり、もと後北条氏被官の配下で北条氏敗北後、家康の関東入部後に帰農した一派と思われる。室町幕府に仕えた一族との関連は不明。江戸初期には筆頭名主となった大舘傳右衛門（助右衛門）家がみえる。この家は領主の旗本・花井氏と関係が深く、家康小姓・花井庄右衛門吉高の廃嫡男子・庄五郎吉政と婚姻関係を結び、この子孫も傅右衛門家の分家筋として大舘姓を称している。のち江戸後期に大舘傳右衛門家から名主職はその配下だった大舘清右衛門家に移り、それを期に清右衛門系が傅右衛門系より優位になり、ついに清右衛門家は花井氏の地代官（名主出身の代官）にもなり、苗字帯刀槍一筋御免となり、弘化4年（1847年）には、武蔵国入間郡に「大舘氏碑」を建立し総本家を自称するようになった。その碑文によると、大舘式部義隆という人物が新田義貞の鎌倉攻めに従い戦死し、その子主税義信というのが、新田義興が武蔵国で誅殺されたとき以降、現在の地に帰農したという。しかし大舘義隆・義信なる人物は史料上に見えず、「帰農」という概念は身分制が固まる江戸期以降のことである。この系譜は、地代官任命時に創作された可能性が高く、信憑性に問題があるとされる（所沢市史編さん関係資料群）。傳右衛門系・清右衛門系を含め、この地域の大舘一族が実際に新田大舘氏の系譜を引くのかは同時代の史料的には確かめられていない。

## 姓の読み方
新田一族の大舘氏は群馬県の地名（新田荘の郷名）・大舘（オオダチ）に由来するため、姓の読み方も、オオタチないしオオダチと読むのが正しい。

## 他の大舘氏
岩城氏由来の大舘氏がある。岩城郡岩城大舘に拠った一族で、岩城常朝の子・隆成のとき大舘を称したという（『岩城家譜』）。この子孫は亀田藩に仕えた。
また、江戸時代中期の天野源蔵が著した、南北朝の動乱を描いた『浪合記』には、三河国の南朝側武将として大舘氏親という人物が記され、その子孫から酒井氏、成瀬氏が出たという。江戸時代、三河酒井氏はこの伝承について、当家に伝わるものとは違うので、間違いであるとわざわざ断りをつけている。尾張酒井氏も同様である。神奈川県にも新田一門を称する大舘氏も存在し、江戸時代には郷士ないし、村役人クラスの百姓であったようである。静岡県静岡市にも大舘姓のものが多いが出自不明。滋賀県彦根市の大舘氏は彦根藩士の子孫が多いが、「おおだて」とよむようで新田大舘氏の系統とは異なると思われる。
越前国福井藩士にも大舘氏がおり、この系統から、新田義貞を祀った藤島神社が創建されるとその宮司となったものも出た。この系統も新田一門大舘氏の子孫と伝えている。